# 大阪国際福祉資格センター
大阪国際福祉資格センター（おおさかこくさいふくししかくセンター）は、学校法人夕陽丘学院が運営する社会福祉士養成通信課程で、社会福祉士国家試験の受験資格取得を目指す一般養成施設。
学校法人夕陽丘学院は、同じ天王寺区の夕陽丘予備校も同一法人として運営している。

## 概要
建物は高床式の鉄筋3階建て。アプローチ階段を上がった所を1階とし、事務所フロアーがある。2階・3階はスクーリングなどを行う教室となっている。
車やバイクでの来校は最寄りの一般駐車場などを利用する。
自転車は、数台分の駐輪スペースがある。
全館禁煙ですが喫煙スペースが設けられている。

## 学科
- 社会福祉士養成通信課程（一般養成） 修業期間は、1年6ヶ月（4月入学 ～ 翌年9月修了）。入学定員は、100名。

## 沿革
- 1989年4月　大阪女子国際専門学校として開校。（天王寺区夕陽丘町）
- 2000年4月　男女共学として校名を大阪国際福祉専門学校とする。
- 2009年4月　社会福祉士養成通信課程（一般養成）を開講。
- 2025年3月　閉校。
- 2025年4月　「大阪国際福祉資格センター」として新しく開設し、所在地を天王寺区堀越町に移す。

## 所在地
- 〒543-0056 大阪市天王寺区堀越町4-31  最寄り駅は、JR天王寺駅